# Oktay Derelioğlu
Oktay Derelioğlu (Isztambul, 1975. december 17. –), török válogatott labdarúgó.
A török válogatott tagjaként részt vett a 2000-es Európa-bajnokságon.

## Sikerei, díjai
Beşiktaş
- Török bajnok (1): 1994–95
- Török kupagyőztes (2): 1993–94, 1997–98